# Yūki-tsumugi
 Yūki-tsumugi (結 城 紬) é a arte japonesa de fabrico de tecido de seda praticada principalmente na região de Yūki na prefeitura de Ibaraki e arredores, como Oyama, na prefeitura de Tochigi. A UNESCO inseriu o yūki-tsumugi na lista representativa do Património Cultural Imaterial da Humanidade.

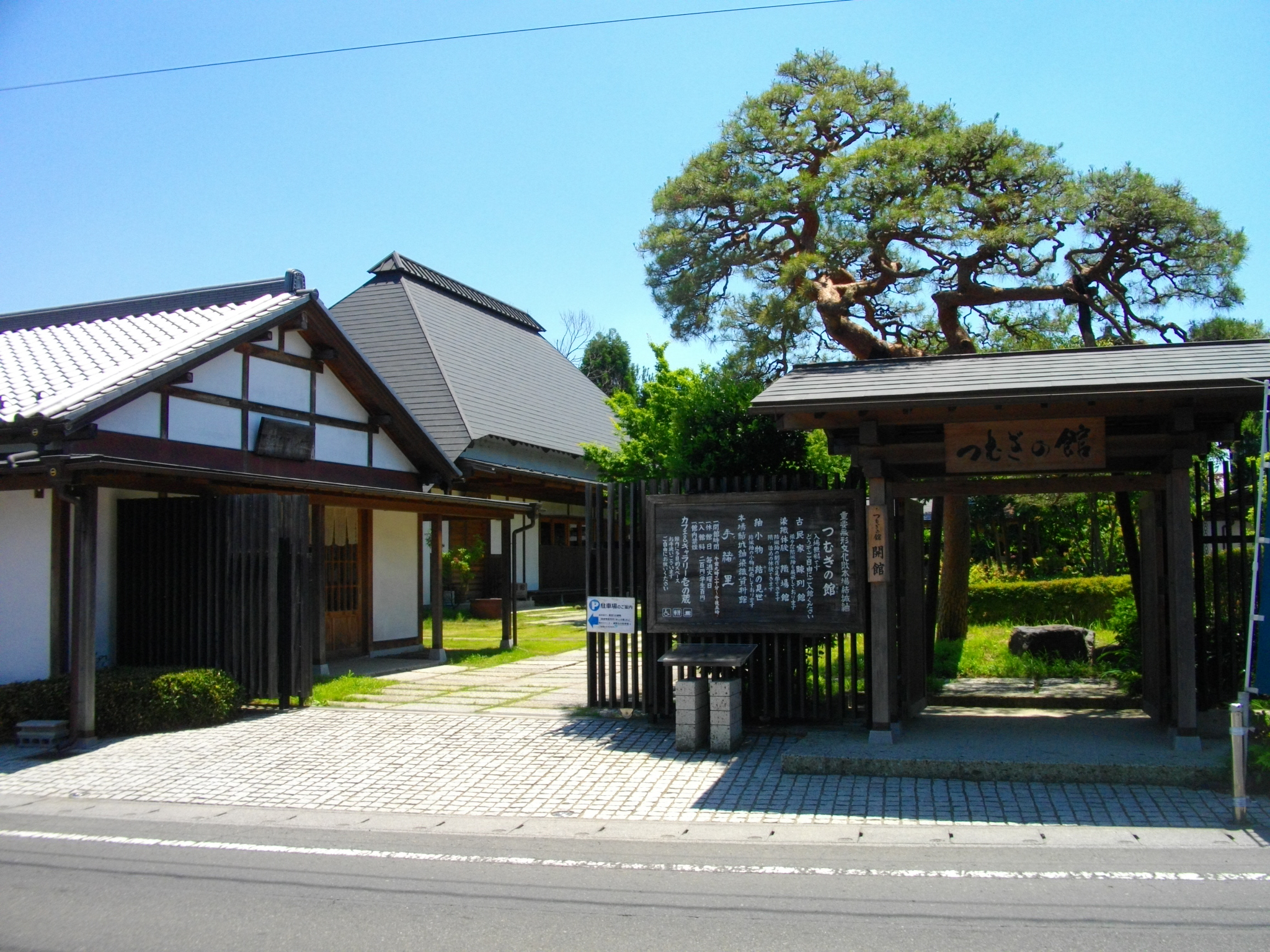
Museu de História Honba Yūki–tsumugi em Yūki.

A técnica japonesa de tecelagem de seda chamada yūki-tsumugi é praticada principalmente nas cidades de Yuki e Oyama, localizadas nas margens do rio Kinu, a norte de Tóquio. Esta região beneficia de um clima temperado e terras férteis, duas condições ideais para o cultivo de amoreiras e a prática da sericicultura. A técnica yūki-tsumugi é usada para fazer seda pong, também chamada de seda crua, um tecido leve e quente, com flexibilidade e suavidade especiais, tradicionalmente usadas no fabrico de quimonos. A produção inclui várias etapas: fiação manual, confeção manual das meadas, tingimento do fio e tecelagem da seda com um tear de cintura. O fio é extraído de casulos vazios ou deformados que, se a técnica yūki-tsumugi não for usada, seriam inutilizáveis para produzir fios de seda. Esse processo de reciclagem é de grande importância, pois implica um aumento de renda para as comunidades locais que praticam a sericicultura. 
As técnicas tradicionais de yūki-Tsumugi são transmitidas por membros da Associação para a Preservação de Técnicas de Tecelagem de Honba Yūki-Tsumugi. Esta entidade dedica-se a manter vivas as técnicas de fiação, tingimento e tecelagem transmitidas de geração em geração na comunidade. Também é responsável por promover a transmissão da técnica yūki-tsumugi por meio do intercâmbio de habilidades técnicas, do treino de jovens tecelões e de demonstrações práticas.